# 주 천주의 권능과
“주 천주의 권능과”(Großer Gott, wir loben dich)는 4세기 경의 테 데움(Te Deum)을 기반으로 하여 이냐츠 프란츠(Ignaz Franz)가 1771년에 제작한 곡이다. 이 곡은 매우 유명한 성가(찬송가)로서 테 데움과 같이 축일미사 등에서 자주 제창된다.
독일에서는 가톨릭 성가이면서도 프로테스탄트 교회에서 자주 불리는 노래이기도 하다.(EG 331, GL 380, MG 34) 영어판인 “Holy God, we praise thy name” 역시 독일교회의 영향으로 북미권에서 자주 불리고 있기도 하다.
대한민국에서는 가톨릭 성가 77번에 수록되어 있다. 가사는 다음과 같다. (각 절 후 후렴 반복)
1. 주 천주의 권능과 위엄이 비할 데 없어 온 세상 모든 만물 감사 찬미 노래하네
2. 케루핌과 세라핌 성인 성녀 소리 맞춰 거룩하신 성삼을 무궁세에 찬송하네
3. 천상천하 왕이요 우주만물 창조자여 엄위로운 영광이 하늘 땅에 가득하네
4. 사도들과 순교자 영광스런 무리들이 주의 이름 드높여 세세대대 찬미하네

후렴 : 시작이 없으시며 영원히 계시리라 시작이 없으시며 영원히 계시리라
한국 천주교회에서는 주교서품식이나 사제서품식 미사의 퇴장성가로 주로 이용된다.
한국성공회 성가에도 다른 번역으로 수록되어있다. (이하 가사) 
1) 거룩하신 하느님 경배하고 찬양하세 땅은 주님 발등상 저 하늘은 그의 보좌 
영원토록 세상을 홀로 다스리신다
2) 우렁차게 퍼지는 천사들의 합창소리 천사들과 대천사 끊임 없이 찬송하네
거룩하신 성호를 하늘 닿게 부르네
3) 영광 입은 성도들 하느님을 찬미하고 예언자와 순교자 화답하며 찬미하네
아침부터 밤까지 교회들도 노래해
4) 성부 성자 성령은 삼위시요 한 분이라 본질로는 하나요 나누임이 전혀 없네
오묘하신 주님을 찬미하옵나이다
5) 영광스런 왕이여 등극하신 성자시여 세상 구원하시려 모든 영광 버리시고
동정녀의 몸 빌려 몸소 낮게 오셨네
6) 성자이신 구세주 온갖 수모 당하시고 십자가에 죽으사 하늘 문을 여시었네
성부 우편 계시니 영광 받으옵소서
7) 대속하신 주님이 심판주로 오실 때에 우리들을 이끄사 새로 나게 하옵시고
성인들과 영원히 함께 살게 하소서